# Huy chương Clarke
Huy chương Clarke (tiếng Anh: Clarke Medal) là một giải thưởng của Hội Hoàng gia New South Wales (Royal Society of New South Wales) (Úc) dành cho những công trình nghiên cứu xuất sắc trong Khoa học tự nhiên.
Huy chương này được thiết lập năm 1878 và được đặt theo tên nhà địa chất học William Branwhite Clarke, một trong những người sáng lập "Hội Hoàng gia New South Wales" để "tưởng thưởng những đóng góp xuất sắc của các nhà khoa học cư ngụ ở Australasia hoặc bất cứ nơi nào vào các ngành Địa chất học, Khoáng vật học và Vạn vật học (Natural History) của Australasia". Thông thường thì mỗi năm luân phiên thay đổi một trong 3 ngành Địa chất học, Thực vật học và Động vật học.

## Những người đoạt huy chương
- 1878: Richard Owen (Động vật học)
- 1879: George Bentham (Thực vật học)
- 1880: Thomas Huxley (Cổ sinh vật học)
- 1881: Frederick McCoy (Cổ sinh vật học)
- 1882: James Dwight Dana (Địa chất học)
- 1883: Ferdinand von Mueller (Thực vật học)
- 1884: Alfred Richard Cecil Selwyn (Địa chất học)
- 1885: Joseph Dalton Hooker (Thực vật học)
- 1886: Laurent-Guillaume de Koninck (Cổ sinh vật học)
- 1887: Sir James Hector (Địa chất học)
- 1888: Julian Tenison Woods (Địa chất học)
- 1889: Robert L. J. Ellery (Thiên văn học)
- 1890: George Bennett (Động vật học)
- 1891: Frederick Wollaston Hutton (Địa chất học)
- 1892: William Turner Thiselton-Dyer (Thực vật học)
- 1893: Ralph Tate (Thực vật học & Địa chất học)
- 1895: Robert Logan Jack (Địa chất học) & Robert Etheridge, Jr. (Cổ sinh vật học)
- 1896: Augustus Gregory (Thám hiểm)
- 1900: John Murray (Hải dương học)
- 1901: Edward John Eyre (Thám hiểm)
- 1902: Frederick Manson Bailey (Thực vật học)
- 1903: Alfred William Howitt (Nhân loại học)
- 1907: Walter Howchin (Địa chất học)
- 1909: Walter Roth (Nhân loại học)
- 1912: William Harper Twelvetrees (Địa chất học)
- 1914: Arthur Smith Woodward (Cổ sinh vật học)
- 1915: William Aitcheson Haswell (Động vật học)
- 1917: Edgeworth David (Động vật học)
- 1918: Leonard Rodway (Thực vật học)
- 1920: Joseph Edmund Carne (Địa chất học)
- 1921: Joseph James Fletcher (Sinh học)
- 1922: Richard Thomas Baker (Thực vật học)
- 1923: Walter Baldwin Spencer (Cổ sinh vật học)
- 1924: Joseph Maiden (Thực vật học)
- 1925: Charles Hedley (Sinh học)
- 1927: Andrew Gibb Maitland (Địa chất học)
- 1928: Ernest Clayton Andrews (Địa chất học)
- 1929: Ernest Willington Skeats (Địa chất học)
- 1930: Leonard Keith Ward (Địa chất học)
- 1931: Robert John Tillyard (Côn trùng học)
- 1932: Frederick Chapman (Cổ sinh vật học)
- 1933: Walter George Woolnough (Địa chất học)
- 1934: Edward Sydney Simpson (Khoáng vật học)
- 1935: G. W. Card (Địa chất học)
- 1936: Douglas Mawson (Địa chất học)
- 1937: John Thomas Jutson (Địa chất học)
- 1938: Henry Caselli Richards (Địa chất học)
- 1939: Carl Süssmilch (Địa chất học)
- 1941: Frederic Wood Jones (Động vật học)
- 1942: William Rowan Browne (Địa chất học)
- 1943: Walter Lawry Waterhouse (Thực vật học)
- 1944: Wilfred Eade Agar (Động vật học)
- 1945: William Noel Benson (Địa chất học)
- 1946: John McConnell Black (Thực vật học)
- 1947: Hubert Lyman Clark (Động vật học)
- 1948: Arthur Bache Walkom (Cổ thực vật học)
- 1949: Herman Rupp (Thực vật học)
- 1950: Ian Murray Mackerras (Động vật học)
- 1951: Frank Leslie Stillwell (Địa chất học)
- 1952: Joseph Garnett Wood (Thực vật học)
- 1953: Alexander John Nicholson (Côn trùng học)
- 1954: Edward de Courcy Clarke (Địa chất học)
- 1955: Rutherford Ness Robertson (Thực vật học)
- 1956: Oscar Werner Tiegs (Động vật học)
- 1957: Irene Crespin (Địa chất học)
- 1958: Theodore G. B. Osborn (Thực vật học)
- 1959: Tom Iredale (Động vật học)
- 1960: Austin Burton Edwards (Địa chất học)
- 1961: Charles Austin Gardner (Thực vật học)
- 1962: Horace Waring (Động vật học)
- 1963: Germaine A. Joplin (Địa chất học)
- 1964: Joyce Winifred Vickery (Thực vật học)
- 1965: Mabel Josephine Mackerras (Động vật học)
- 1966: Dorothy Hill (Địa chất học)
- 1967: Spencer Smith-White (Thực vật học)
- 1968: Herbert G. Andrewartha (Động vật học)
- 1969: Samuel Warren Carey (Địa chất học)
- 1970: Gilbert Percy Whitley (Động vật học)
- 1971: Nancy Tyson Burbidge (Thực vật học)
- 1972: Haddon King (Địa chất học)
- 1973: Marshall Hatch (Thực vật học)
- 1974: Cecil Hugh Tyndale-Biscoe (Động vật học)
- 1975: Joseph Newell Jennings (Địa lý học)
- 1976: Lilian R. Fraser
- 1977: A. Trendall (Địa chất học)
- 1978: D. T. Anderson
- 1979: Lawrence Alexander Sidney Johnson (Thực vật học)
- 1981: W. Stephenson
- 1982: Noel Charles William Beadle (Thực vật học)
- 1983: Keith Alan Waterhouse Crook (Địa chất học)
- 1984: Michael Archer (Cổ sinh vật học)
- 1985: H. B. S. Womersley
- 1986: David J. Groves (Địa chất học)
- 1987: Antony James Underwood
- 1988: Barry Garth Rolfe
- 1989: John Roberts (Địa chất học)
- 1990: Barrie Gillen Molyneux Jamieson (Động vật học)
- 1991: Shirley Winifred Jeffrey (Biology/ Thực vật học)
- 1992: Alfred Edward Ringwood (Địa chất học)
- 1993: Gordon C. Grigg (Động vật học)
- 1994: Craig Anthony Atkins & Barbara Gillian Briggs (Thực vật học)
- 1995: Christopher McAuley Powell (Địa chất học)
- 1996: Klaus Rohde (Động vật học)
- 1997: Charles Barry Osmond (Thực vật học)
- 1998: Richard Limon Stanton (Địa chất học)
- 1999: Richard Shine (Động vật học)
- 2000: Sarah Elizabeth Smith (Nông học)
- 2001: Gordon H. Packham (Địa chất học)
- 2002: Robert Hill (Thực vật học)
- 2003: Lesley Joy Rogers (Động vật học)
- 2004: Ian Plimer (Địa chất học)
- 2005: Mark Westoby (Thực vật học)
- 2006: Anthony Hulbert (Động vật học)
- 2007: Suzanne O'Reilly (Địa chất học)
- 2008: Bradley Potts (Thực vật học)
- 2009: Winston F. Ponder (Động vật học)
- 2010: Kenton Campbell (Địa chất học)
- 2011: Byron Lamont (Thực vật học)
- 2012: Marilyn Renfree (Động vật học)
- 2013: William Griffin (Địa chất học)
- 2014: Robert F. Park (Thực vật học)